# Păclișa
Păclișa – wieś w Rumunii, w okręgu Hunedoara, w gminie Totești. W 2011 roku liczyła 654 mieszkańców.